# Jan Powierski

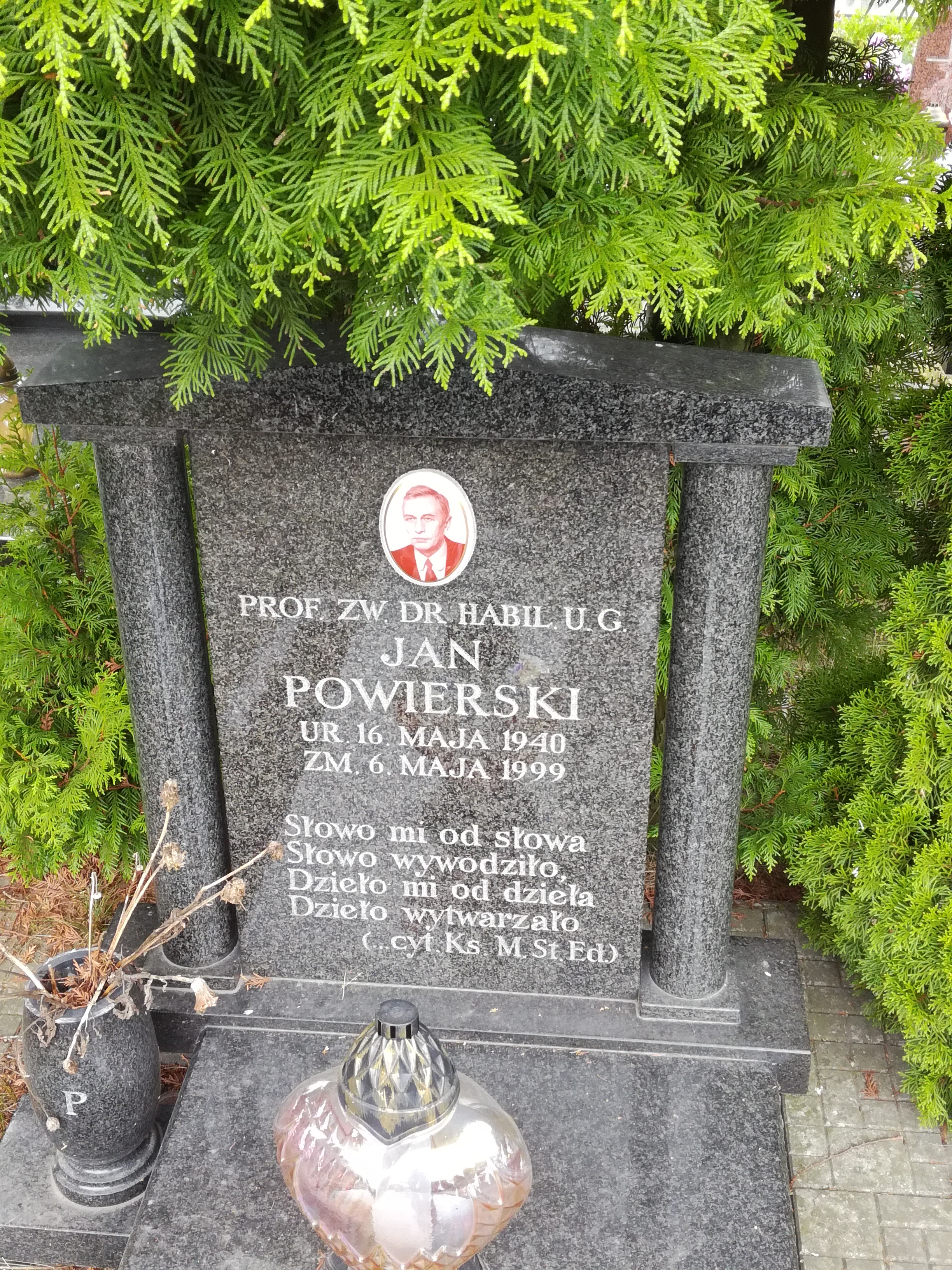
Grób profesora Jana Powierskiego na Cmentarzu Łostowickim w Gdańsku

Jan Powierski (ur. 16 maja 1940 w Szczuce, zm. 6 maja 1999 w Gdańsku) – polski historyk mediewista, profesor nauk humanistycznych.

## Życiorys
Specjalizował się w historii ludów bałtyckich, początkach zakonu krzyżackiego w Prusach, stosunkach polsko-pruskich oraz wewnętrznych stosunkach panujących w Polsce od X do XIII wieku. W 1963 ukończył studia historyczne na Uniwersytecie Mikołaja Kopernika w Toruniu. Doktorat obronił w 1967, a habilitację w 1977. Tytuł naukowy profesora uzyskał w 1992.
Pełnił funkcje: kierownika Zakładu Historii Średniowiecza Instytutu Historii Uniwersytetu Gdańskiego (1974–1994), kierownika Zakładu Historii Średniowiecza Powszechnego w tym instytucie (od 1997 do śmierci), kierownika Studium Podyplomowego Historii UG (1976–1986), dziekana Wydziału Historycznego Bałtyckiej Wyższej Szkoły Humanistycznej w Koszalinie, przewodniczącego Oddziału Gdańskiego Polskiego Towarzystwa Historycznego i sekretarza Wydziału I Nauk Społecznych i Humanistycznych. Był członkiem: Komitetu Nauk Historycznych PAN, Towarzystwa Naukowego w Toruniu, Senatu UG. Zasiadał w radach naukowych Ośrodka Badań Naukowych im. Wojciecha Kętrzyńskiego i Stacji PTH w Olsztynie.
Od 1963 roku Powierski należał do Polskiej Zjednoczonej Partii Robotniczej (PZPR). W latach 1964–1965 był członkiem egzekutywy, 1968–1970 I sekretarzem Podstawowej Organizacji Partyjnej przy Wydziale Humanistycznym UMK. Od stycznia 1981 był członkiem Komitetu Uczelnianego PZPR UG, w 1982 roku został sekretarzem do spraw ideologicznych Komitetu, w kwietniu 1982 zastępcą członka Komitetu Dzielnicowego Gdańsk-Wrzeszcz, pełniąc jednocześnie obowiązki lektora Komitetu Wojewódzkiego PZPR. W latach 1986–1988 zajmował stanowisko I sekretarza Komitetu Uczelnianego PZPR na UG (zrezygnował w połowie kadencji). Był członkiem Związku Nauczycielstwa Polskiego.
Zmarł w 1999 roku po operacji serca, został pochowany na Cmentarzu Łostowickim.

## Odznaczenia
- Krzyż Kawalerski Orderu Odrodzenia Polski
- Złoty Krzyż Zasługi

## Publikacje monograficzne
- Stosunki polsko-pruskie do 1230 r. ze szczególnym uwzględnieniem roli Pomorza Gdańskiego (1968)
- Podziały administracyjne Kujaw i ziemi dobrzyńskiej w XIII-XIV wieku (wraz z Zenonem Guldonem; 1974)
- Dobra ostrowicko-golubskie biskupstwa włocławskiego na tle stosunków polsko-krzyżackich w latach 1235–1308 (1977)
- Kryzys rządów Bolesława Śmiałego. Polityka i jej odzwierciedlenie w literaturze średniowiecznej, Gdańsk: Wydawnictwo „Marpress”, 1992, ISBN 83-85349-11-1.
- Studia z dziejów Pomorza w XII wieku (wraz z Błażejem Śliwińskim i Klemensem Bruskim; 1993)
- Prusowie, Mazowsze i sprowadzenie Krzyżaków do Polski. T. 1 (1996)
- Prusowie, Mazowsze i sprowadzenie Krzyżaków do Polski. T. 2, 1 (wydanie pośmiertne; 2001)
- Prusowie, Mazowsze i sprowadzenie Krzyżaków do Polski. T. 2, 2 (wydanie pośmiertne; 2003)
- Prussica: artykuły wybrane z lat 1965–1995. T. 1  (wydanie pośmiertne; 2004)
- Prussica: artykuły wybrane z lat 1965–1995. T. 1  (wydanie pośmiertne; 2005)